# Hans Pauli Olsen
Hans Pauli Olsen, nacido en 1957 en las Islas Feroe es un escultor danés.

## Datos biográficos
Es uno de los artistas más populares en las Islas Feroe. Sus trabajos no sólo pueden encontrarse en las galerías de arte, también se localiza en algunos pueblos de las Islas Feroe, especialmente en la capital Tórshavn. Su obra apareció retratada en dos sellos emitidos por el Correo de las Feroe (Postverk Føroya) en abril de 1993:

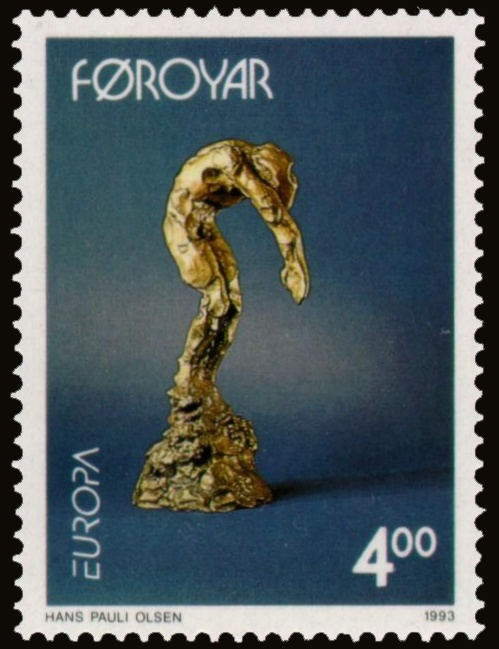
FR 238: Rørsla - Movement.
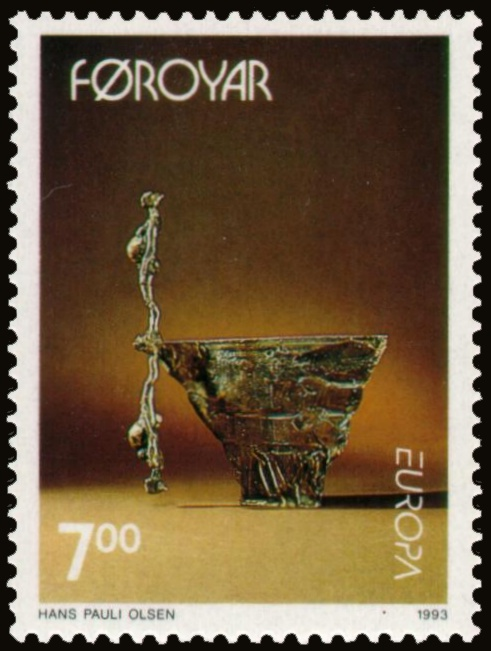
FR 239: Spegling - Reflection.

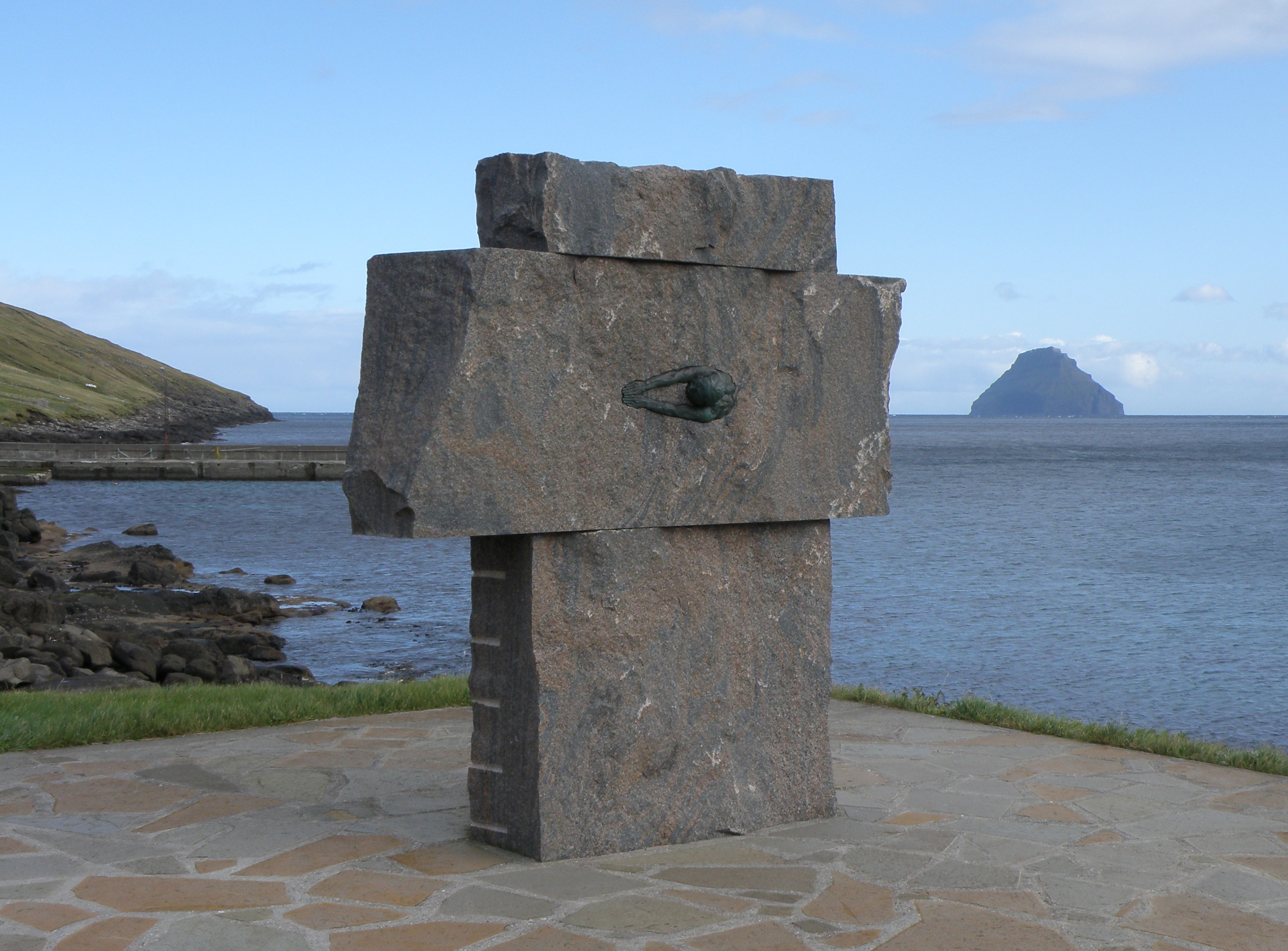
Sigmundur Brestisson - Hin seinasta ferðin, 2006. Monumento en Sandvík en memoria de Sigmundur Brestisson.
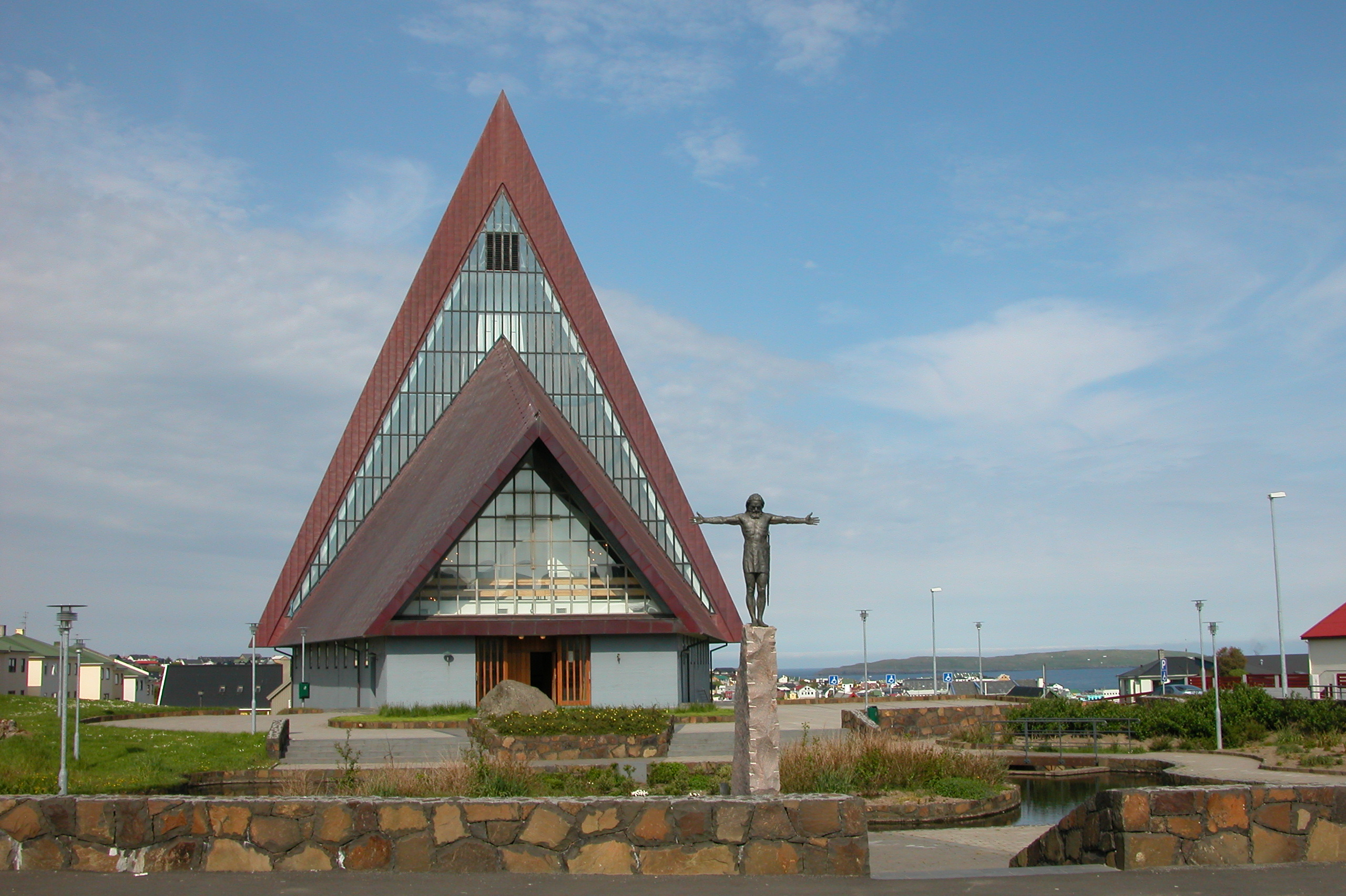
Escultura frente a una iglesia en la capital de las Feroe.